# Ronald Noel Walpole
Ronald Noel Walpole (* 24. Dezember 1903 in Monmouthshire, Wales; † November 1986 in Berkeley, Kalifornien) war ein US-amerikanischer Romanist und Mediävist britischer Herkunft.

## Leben und Werk
Walpole wuchs in Wales auf. 1925 bestand er das Bachelor-Examen, verbrachte ein Jahr in Frankreich und unterrichtete bis 1936 in Whitehaven sowie in London. In dieser Zeit bestand er auch das Magister-Examen an der University of Wales mit einer Arbeit über die altfranzösischen Übersetzungen des Pseudo-Turpin (Historia Caroli Magni).
Walpole, der 1934 eine US-Amerikanerin geheiratet hatte, ging 1936 zum Doktoranden-Studium an die University of California at Berkeley. 1939 promovierte er mit der Arbeit A study and edition of the Old French "Johannis" translation of the Pseudo-Turpin chronicle. Er war dann in Berkeley Instructor (1939), Assistant Professor (1943), Associate Professor (1948) und schließlich Professor von 1950 bis zu seiner Emeritierung 1971 (von 1957 bis 1963 Chairman).
Walpole erhielt 1949 ein Guggenheim-Stipendium für französische Literatur. Er war Ritter der Ehrenlegion und Mitglied der American Academy of Arts and Sciences (1970).

## Weitere Werke
- Charlemagne and Roland. A study of the sources of two English metrical romances, "Roland and Vernagu" and "Otuel and Roland", Berkeley 1944
- Philip Mouskés and the Pseudo-Turpin Chronicle, Berkeley 1947
- (Hrsg.) The Old French Johannes translation of the Pseudo-Turpin Chronicle. A critical edition, 2 Bde., Berkeley 1976
- (Hrsg.) An anonymous Old French translation of the Pseudo-Turpin "Chronicle". A critical edition of the text contained in Bibliothèque nationale MSS fr. 2137 and 17203 and incorporated by Philippe Mouskés in his "Chronique rimée", Cambridge (Mass.) 1979
- (Hrsg.) Le Turpin français, dit le Turpin I, Toronto 1985